# セル (小説)
『セル』（原題: Cell）は、スティーヴン・キングが2006年に発表した小説。携帯電話を媒介に人間が無個性な生き物に変貌して増殖していくSFホラー小説。タイトルの「セル」とは「携帯電話」の意。
邦訳版は2007年に白石朗訳で新潮文庫から出版された。2016年に映画化された。

## あらすじ
ボストンである日突然、携帯電話を使用していたすべての人々が狂い、街中で惨劇が繰り広げられる。
クレイは別居中の妻子の安否を確かめようと、修羅場の中をくぐり抜けて妻子のもとに向かおうとする。

## 映画
2016年に映画化された。スティーヴン・キングは脚本も担当している。監督はトッド・ウィリアムズ、主演はジョン・キューザックで製作総指揮も兼任。PG-12指定。